# Tethygonium armigerum
Tethygonium armigerum is een pissebed uit de familie van de Paramunnidae. De wetenschappelijke naam van de soort is voor het eerst geldig gepubliceerd in 2000 door Michitaka Shimomura & Shunsuke F. Mawatari.